# Mistrovství světa v pozemním hokeji žen 1978
3. mistrovství světa v pozemním hokeji žen se uskutečnilo ve dnech 16. až 24. září 1978 v Madridu.

## Program turnaje
Turnaje se zúčastnilo 10 týmů, které byly rozděleny do 2 pětičlenných skupin, ve kterých se hrálo způsobem jeden zápas každý s každým a poté týmy na 1. a 2. místě ve skupinách postoupily do semifinále. Týmy na 3. a 4. místě hrály o 5. až 8. místo a týmy na 5. místě sehrály zápas o 9. a 10. místo.

## Základní skupiny

### Skupina A
- 16. září
- Španělsko – Nigérie 5:1
- SRN – Belgie 1:0
- 17. září
- Španělsko – Japonsko 2:1
- SRN – Nigérie 10:1
- 19. září
- Belgie – Nigérie 1:0
- SRN – Japonsko 4:0
- 20. září
- Japonsko – Nigérie 2:1
- Belgie – Španělsko 1:0
- 21. září
- Belgie – Japonsko 2:3
- SRN – Španělsko 7:0

| Poř. | Tým       | Z | V | R | P | VG | OG | B |
| ---- | --------- | - | - | - | - | -- | -- | - |
| 1.   | SRN       | 4 | 4 | 0 | 0 | 22 | 1  | 8 |
| 2.   | Belgie    | 4 | 2 | 0 | 2 | 4  | 4  | 4 |
| 3.   | Španělsko | 4 | 2 | 0 | 2 | 7  | 10 | 4 |
| 4.   | Japonsko  | 4 | 2 | 0 | 2 | 6  | 9  | 4 |
| 5.   | Nigérie   | 4 | 0 | 0 | 4 | 3  | 18 | 0 |

### Skupina B
- 16. září
- Argentina – Kanada 1:0
- Nizozemsko – Indie 4:1
- 17. září
- Argentina – Indie 2:1
- Nizozemsko – ČSSR 3:1
- 19. září
- Argentina – ČSSR 2:1
- Indie – Kanada 1:1
- 20. září
- Nizozemsko – Kanada 6:0
- Indie – ČSSR 1:0
- 21. září
- Nizozemsko – Argentina 2:1
- Kanada – ČSSR 3:0

| Poř. | Tým        | Z | V | R | P | VG | OG | B |
| ---- | ---------- | - | - | - | - | -- | -- | - |
| 1.   | Nizozemsko | 4 | 4 | 0 | 0 | 15 | 3  | 8 |
| 2.   | Argentina  | 4 | 3 | 0 | 1 | 6  | 4  | 6 |
| 3.   | Indie      | 4 | 1 | 1 | 2 | 4  | 7  | 3 |
| 4.   | Kanada     | 4 | 1 | 1 | 2 | 4  | 8  | 3 |
| 5.   | ČSSR       | 4 | 0 | 0 | 4 | 2  | 9  | 0 |

## Zápasy o umístění
23. září se odehrály oba zápasy o 5. až 8. místo a obě semifinále. 25. září se odehrály zápasy o 9. místo, o 7. místo, o 5. místo, o 3. místo a finále.

### Zápas o 9. místo
| 5.A | Nigérie | 0 |
| 5.B | ČSSR    | 4 |

### Schéma zápasů o 5. až 8. místo
|  | O 5. až 8. místo | O 5. až 8. místo | O 5. až 8. místo |  |  | O 5. místo | O 5. místo | O 5. místo |
|  |                  |                  |                  |  |  |            |            |            |
|  | 3.A              | Španělsko        | 0                |  |  |            |            |            |
|  | 4.B              | Kanada           | 3                |  |  |            |            |            |
|  |                  |                  |                  |  |  | 4.B        | Kanada     | 4          |
|  |                  |                  |                  |  |  | 4.A        | Japonsko   | 0          |
|  | 3.B              | Indie            | 0                |  |  |            |            |            |
|  | 4.A              | Japonsko         | 3                |  |  | O 7. místo | O 7. místo | O 7. místo |
|  |                  |                  |                  |  |  | 3.A        | Španělsko  | 0          |
|  |                  |                  |                  |  |  | 3.B        | Indie      | 1          |

### Schéma zápasů o medaile
|  | Semifinále | Semifinále | Semifinále |  |  | Finále      | Finále      | Finále      |
|  |            |            |            |  |  |             |             |             |
|  | 1.A        | SRN        | 1          |  |  |             |             |             |
|  | 2.B        | Argentina  | 0          |  |  |             |             |             |
|  |            |            |            |  |  | 1.A         | SRN         | 0           |
|  |            |            |            |  |  | 1.B         | Nizozemsko  | 1           |
|  | 1.B        | Nizozemsko | 6          |  |  |             |             |             |
|  | 2.A        | Belgie     | 0          |  |  | Třetí místo | Třetí místo | Třetí místo |
|  |            |            |            |  |  | 2.B         | Argentina   | 0 (pen.:2)  |
|  |            |            |            |  |  | 2.A         | Belgie      | 0 (pen.:3)  |

## Konečné pořadí
| Poř. | Tým        |
| ---- | ---------- |
| 1.   | Nizozemsko |
| 2.   | SRN        |
| 3.   | Belgie     |
| 4.   | Argentina  |
| 5.   | Kanada     |
| 6.   | Japonsko   |
| 7.   | Indie      |
| 8.   | Španělsko  |
| 9.   | ČSSR       |
| 10.  | Nigérie    |